# Вапно
Вапно (пол. Wapno) — деревня  в Польше. Имеет статус гмины. 

## Промышленность
С 1911 до 1977 года в Вапно велась добыча каменной соли закрытым способом. 29 сентября 1977 года произошла катастрофа. Из-за затопления шахты она обрушилась. Центр населённого пункта провалился под землю. Жители были эвакуированы. Горнодобывающее предприятие, по сути, было уничтожено.
Несмотря на прошедшие годы земля в Вапно продолжает трескаться и проваливаться.

## Фотографии
- Шахта